# Veronika Domjan
Veronika Domjan, slovenska atletinja, metalka diska, * 3. september 1996.
Osvojila je srebrno medaljo na Evropskem mladinskem prvenstvo v atletiki 2015.
Njen osebni rekord, ki je tudi slovenski rekord znaša 60,11 metrov, dosegla pa ga je v Amsterdamu leta 2016. 

## Mednarodna tekmovanja
| Leto                          | Tekmovanje                              | Prizorišče                    | Uvrstitev                     | Disciplina                    | Opombe                        |
| Predstavnica države Slovenija | Predstavnica države Slovenija           | Predstavnica države Slovenija | Predstavnica države Slovenija | Predstavnica države Slovenija | Predstavnica države Slovenija |
| ----------------------------- | --------------------------------------- | ----------------------------- | ----------------------------- | ----------------------------- | ----------------------------- |
| 2013                          | Svetovno mladinsko prvenstvo v atletiki | Doneck, Ukrajina              | 45. (q)                       | Suvanje krogle (3 kg)         | 13,50 m                       |
| 2013                          | Svetovno mladinsko prvenstvo v atletiki | Doneck, Ukrajina              | 4. mesto                      | Met diska                     | 47,66 m                       |
| 2014                          | Svetovno mladinsko prvenstvo v atletiki | Eugene, ZDA                   | 18. mesto (q)                 | Met diska                     | 47,07 m                       |
| 2015                          | Evropsko mladinsko prvenstvo v atletiki | Eskilstuna, Švedska           | 2. mesto                      | Met diska                     | 56,63 m                       |
| 2016                          | Evropsko prvenstvo v atletiki           | Amsterdam, Nizozemska         | 10. mesto                     | Met diska                     | 58,12 m                       |